# Honey Lee Cottrell
Honey Lee Cottrell (16 janvier 1946 - 21 septembre 2015) est une photographe et cinéaste qui a vécu la plus grande partie de sa vie à San Francisco, Californie. Ses archives font partie de la Human Sexuality Collection (en) de la Cornell University Library (en).

## Biographie
Honey Lee Cottrell est née à Astoria, Oregon, en 1946, a grandi dans le Michigan, déménageant à San Francisco en 1968. Elle a appris la photographie entre sa vingtième et sa trentième année, et a étudié à l'Université d'État de San Francisco, où elle a obtenu un B.A. d'études cinématographiques. Elle a financé ses premiers travaux artistiques en travaillant comme serveuse sur des navires de croisière, obtenant un certificat de marine marchande,.
Elle a commencé à exposer ses photographies au milieu des années 1970 à San Francisco, devenant bien connue pour ses photographies de femmes. Elle a collaboré avec d'autres photographes lesbiennes, dont Tee Corinne. Dans le film documentaire de 1976, We Are Ourselves, Cottrell et Corinne décrivent leur relation avec la cinéaste Ann Hershey.
Cottrell a collaboré avec Joani Blank (en) au livre révolutionnaire de 1978 I Am My Lover, publié par Down There Press (en). Blank a édité le livre, associant les photographies de Cottrell de femmes individuelles avec les réflexions écrites de ces femmes sur la masturbation et sur l'apprentissage du plaisir. Le premier film de Cottrell, Sweet Dreams (1979), avec Pat Califia et a été produit par Institut d'études avancées de la sexualité humaine (en). Sweet Dreams est décrit par les critiques de films documentaires comme faisant partie d'une tradition de « l'art féministe autobiographique de la démonstration de masturbation ». Le film est également décrit comme révolutionnaire dans sa combinaison de féminisme culturel de deuxième vague et d'érotisme lesbien.
Au cours des années 1980 et 1990, Honey Lee Cottrell a travaillé comme photographe pour On Our Backs, un magazine de sexe lesbien édité par Susie Bright. Son travail est devenu influent dans les représentations du sexe lesbien et du portrait lesbien féministe. Avec Corinne et plus tard, Susie Bright et d'autres amantes et collaboratrices artistiques, Honey Lee Cottrell a stratégiquement positionné la photographie sexuellement explicite comme faisant partie de la culture lesbienne et comme une éducation sexuelle. Ses images lesbiennes sadomasochistes en particulier, dans des œuvres telles que le livre Coming to Power de l'association Samois, ont été considérées comme pornographiques et controversées par des critiques féministes. Elle a travaillé pour Fatale Media en tant que consultante, une société cinématographique connue pour avoir fait entrer le premier film porno lesbien au Festival du film Frameline en 1985.
Honey Lee Cottrell est cofondatrice du San Francisco Lesbian and Gay History Project (projet d'histoire lesbienne et gay de San Francisco), travaillant avec de nombreux autres artistes, écrivains, historiens et critiques culturels.

## Expositions
- 848 Community Space, San Francisco ; the Bacchanal, Albany, Californie ; The Gay and Lesbian History Society of Northern California ; The Park Bench Café, San Francisco ; the NAME gallery, Chicago[17].

## Publications
- Joani Blank, Honey Lee Cottrell, I Am My Lover, Burlingame, CA, Down There Press, 1979
- Jill Taylor, photographies de Honey Lee Cottrell, A Dyke's Bike Repair Handbook, Los Angeles, Clothespin Fever Press, 1990